# Parelasmopus resacus
Parelasmopus resacus är en kräftdjursart. Parelasmopus resacus ingår i släktet Parelasmopus och familjen Gammaridae. Inga underarter finns listade i Catalogue of Life.